# Travis Barker
Travis Landon Barker, född 14 november 1975 i Fontana, Kalifornien, är en amerikansk musiker. Han är mest känd som medlem i poppunkbandet blink-182. Han har av tidskriften Rolling Stone beskrivits som "en av de mest kända trummisarna under det nya millenniet". Barker har även samarbetat med artister som Suicide Machines, Lil Wayne, Pharrell Williams, Snoop Dogg och Ludacris. År 2016 inkluderades han i Rolling Stones lista över de 100 främsta trummisarna genom tiderna.

## Biografi

### Tidiga år
Barker växte upp i Kalifornien som son till stålarbetaren Randy Barker och Gloria Barker, som drev en dagverksamhet för barn. Han hade två äldre systrar, Tamara och Randalai.
Vid fyra års ålder fick han sitt första trumset av sin mor och började ta lektioner. Modern uppmuntrade hans musikintresse och ansåg att han var ämnad för ett liv som rockstjärna. Hon avled i tonåren efter att ha diagnostiserats med Sjögrens syndrom. Innan sin död uppmanade hon honom att fortsätta spela trummor och följa sina drömmar, något han senare beskrev i sina memoarer Can I Say: Living Large, Cheating Death, and Drums, Drums, Drums (2014).
Vid 15 års ålder gjorde han sin första tatuering, trots faderns invändningar, vilket blev ett uttryck för hans musikaliska drivkraft. Under skolåren spelade han i både skolans marschband och jazzensemble. Efter studenten flyttade han till Laguna Beach och arbetade som sophämtare samtidigt som han uppträdsom han uppträdde med punkband. Genom banden Snot och Feeble mötte han Chad Larson, som 1994 grundade ska-punkbandet The Aquabats. Barker gick med i Aquabats 1996, som då turnerade tillsammans med Blink-182. År 1998 ersatte han Blink-182:s tidigare trummis och blev ordinarie medlem i bandet, tillsammans med Mark Hoppus och Tom DeLonge.

### Genombrott
Blink-182 fick sitt stora genombrott med albumet Enema of the State (1999), vilket sålde över 15 miljoner exemplar och gjorde bandet till ett av de främsta inom poppunk-genren. Albumet följdes av liveinspelningen The Mark, Tom & Travis Show (2000) och Take Off Your Pants and Jacket (2001). Bandet turnerade därefter tillsammans med Green Day i Pop Disaster Tour. År 2003 släpptes albumet blink-182, ibland kallat "det utan titel", med hits som "Feeling This" och "I Miss You". År 2005 gick bandet in i en paus på obestämd tid.

### Flygolycka och återförening
Den 19 september 2008 var Barker med om en allvarlig flygolycka där fyra personer omkom. Han själv överlevde med brännskador på över 65 procent av kroppen och genomgick fler än 25 operationer. Vid Grammygalan 2009 meddelade bandet att de skulle återförenas. Albumet Neighborhoods släpptes 2011 och nådde andra plats på Billboard 200. Samma år gav Barker ut sitt första soloalbum, Give the Drummer Some, som nådde nionde plats på listan.
År 2013 valde han att inte delta i bandets Australien-turné på grund av flygrädsla, men han återupptog senare flygandet. Olyckan blev också en vändpunkt i hans liv, då han slutade använda droger. Med Blink-182 fortsatte han att spela in musik, bland annat albumen California (2016) och One More Time... (2023), där det senare låg i topp på Billboard 200 i 20 veckor. Barker fortsatte även samarbeta med andra artister, såsom $uicideboy$, Avril Lavigne (The Best Damn Thing, 2007; Love Sux, 2022) och Machine Gun Kelly (Tickets to My Downfall, 2020; Mainstream Sellout, 2022).

### Privatliv
Barker gifte sig med Melissa Kennedy 2001, men äktenskapet upplöstes inom ett år. År 2004 gifte han sig med modellen och Playboy-profilen Shanna Moakler, med vilken han fick två barn. Paret medverkade i MTV:s realityserie Meet the Barkers (2005–06) innan de skilde sig 2008. År 2022 gifte han sig med Kourtney Kardashian i en ceremoni i Portofino, Italien. Paret delade offentligt med sig av sina försök att få barn, inklusive IVF-behandlingar, i serien The Kardashians. År 2023 födde Kardashian en son vid 43 års ålder.